# Calamoschoena
Calamoschoena là một chi bướm đêm thuộc họ Crambidae.

## Các loài
- Calamoschoena ascriptalis Hampson in Poulton, 1916
- Calamoschoena nigripunctalis Hampson, 1919
- Calamoschoena sexpunctata (Aurivillius, 1925)
- Calamoschoena stictalis Hampson, 1919